# برادفورد ن. ستيفنز
برادفورد ن. ستيفنز هو سياسي أمريكي، ولد في 3 يناير 1813 في Boscawen, New Hampshire ‏ في الولايات المتحدة، وتوفي في 10 نوفمبر 1885 في تيسكيلوا في الولايات المتحدة. نشط حزبياً في الحزب الديمقراطي. وقد انتخب عضو مجلس النواب الأمريكي ‏.